# Émeutes d'Atlanta de 1906
Les émeutes d'Atlanta de 1906 se sont produites à Atlanta dans l'état de la Géorgie du 22 septembre au 24 septembre 1906 où, à la suite d'articles de journaux faisant état de rumeurs quant à des agressions de femmes blanches par des Afro-Américains, une foule de Blancs s'est déchaînée contre la communauté afro-américaine. Le résultat de ces émeutes est le meurtre d'un minimum de douze Afro-Américains, et peut être de plusieurs dizaines, des dizaines d'Afro-Américains ont été blessés et plus de mille maisons et entreprises (commerces, ateliers, industries) ont été incendiées.

## Contexte
Bien que la ville d'Atlanta se soit bien redressée durant la l’ère dite de la Reconstruction, la ville était devenue un lien de tensions inter-ethniques. Phénomènes de tension liés à deux facteurs : le premier étant la poussée démographique de la population afro-américaine qui est passée de 9 000 en 1880 à 35 000 habitants en 1900 pour une population totale de 89 000 habitants en 1900, soit 39% de la population, le second facteur étant le développement d'une élite afro-américaine.
Ce qui est en jeu c'est le poids du vote "noir" traditionnellement attaché au Parti républicain dans un état qui vote Démocrate.

## Déroulement des faits

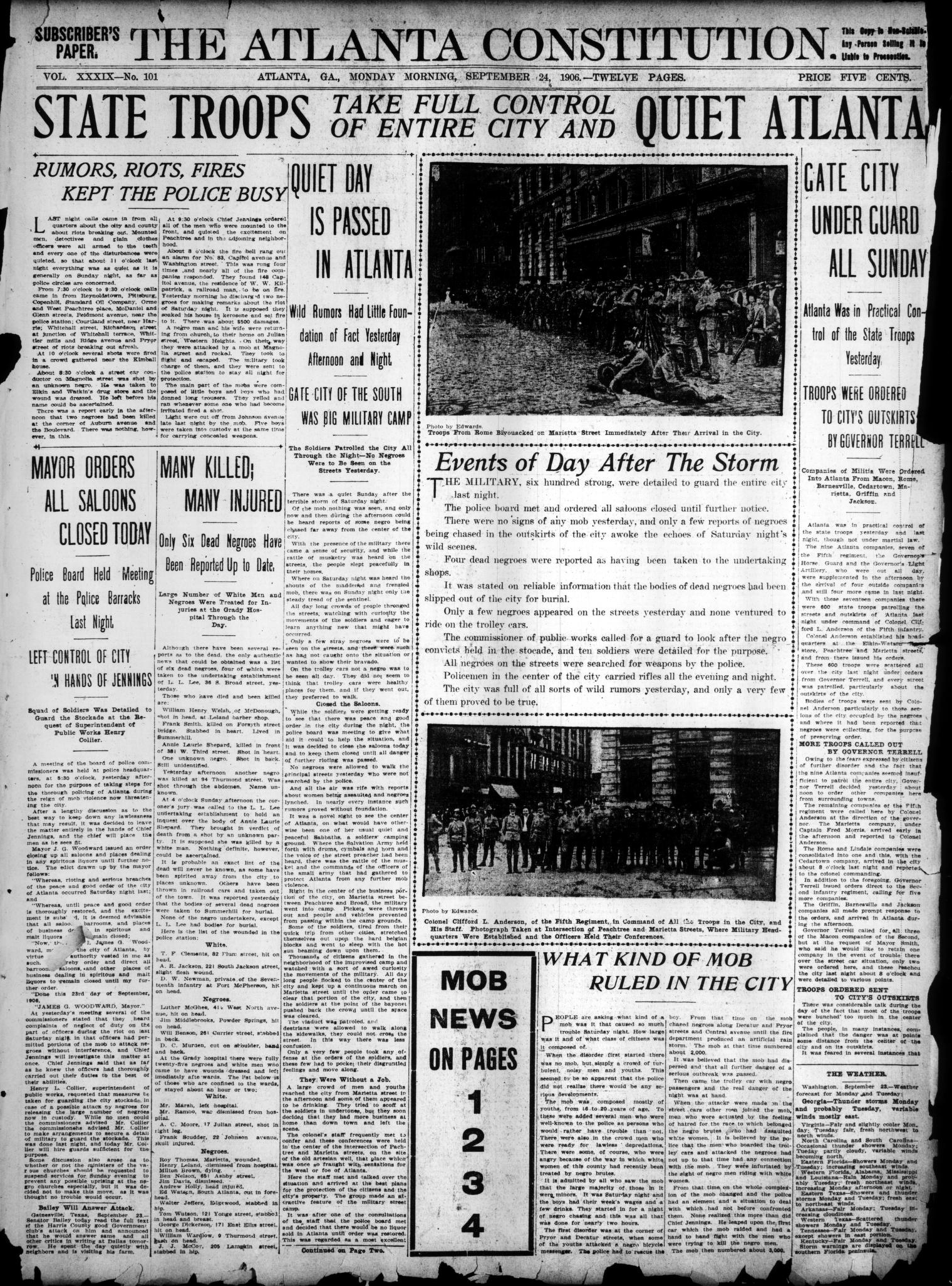
la Une du 24 septembre 1906 du journal The Atlanta Constitution dont l'un des articles rapporte l'assassinat de 6 Afro-Américains lors des émeutes du 22 septembre.

Dans la soirée du 22 septembre 1906, des Blancs à l'annonce d'articles sur des rumeurs de viols commis par des Afro-Américains sur des femmes blanches commencent à entrer dans une colère hystérique, (le thème du viol de la femme Blanche par un homme afro-américain étant une phobie récurrente dans les états du Sud). Les manifestants commencent par incendier un tramway puis s'engagent sur l'Auburn Street détruisent des magasins et des entreprises afro-américains et déferlent sur les quartiers afro-américains noirs, la police de la ville n'intervenant pas, voire soutenant les exactions de la foule. 

## Conséquences
Un nombre inconnu et contesté d'Afro-Américains ont été tués dans le conflit. Au moins deux douzaines d'Afro-Américains auraient été tués. Il a été confirmé qu'il y avait deux morts blancs et une femme qui est morte d'une crise cardiaque après avoir vu des foules à proximité de sa maison,.
Le lundi et le mardi suivants, les principaux citoyens de la communauté blanche, y compris le maire, se sont réunis pour discuter des événements et travailler à prévenir toute violence supplémentaire. Le groupe comprenait des dirigeants de l'élite noire, aidant à rétablir une tradition de communication entre les groupes. Mais pendant des décennies, l'émeute a été ignorée de la communauté blanche, et exclue de l'histoire officielle de la ville.

## Pour en savoir plus

#### Essais
- (en-GB) Rick Halpern (dir.) et Melvyn Stokes (dir.), Race and class in the American South since 1890, Oxford, Royaume-Uni, Berg, 1994, 242 p. (ISBN 978-1-85973-031-7, OCLC 56532656, lire en ligne),
- (en-US) Gregory Mixon,, The Atlanta Riot : Race, Class, and Violence in a New South City, Gainsville, Floride, University Press of Florida, coll. « Southern Dissent » (réimpr. 2006, 2008) (1re éd. 2004), 208 p. (ISBN 978-0-8130-2787-6, OCLC 779426875, lire en ligne),
- (en-US) Rebecca Burns, Rage in the Gate City : The Story of the 1906 Atlanta Race Riot, Cincinnati, Ohio, Emmis Books, (réimpr. 2009, 2011) (1re éd. 2006), 244 p. (ISBN 978-1-57860-268-1, OCLC 71321021, lire en ligne),

#### Articles
- (en-US) Charles Crowe, « Racial Violence and Social Reform-Origins of the Atlanta Riot of 1906 », The Journal of Negro History, vol. 53, no 3,‎ juillet 1968, p. 234-256 (23 pages) (lire en ligne ),
- (en-US) Charles Crowe, « Racial Massacre in Atlanta September 22, 1906 », The Journal of Negro History, vol. 54, no 2,‎ avril 1969, p. 150-173 (24 pages) (lire en ligne )
- (en-US) Dominic J. Capeci Jr. & Jack C. Knight, « Reckoning with Violence: W. E. B. Du Bois and the 1906 Atlanta Race Riot », The Journal of Southern History, vol. 62, no 4,‎ novembre 1996, p. 727-766 (40 pages) (lire en ligne ),
- (en-US) Gregory Mixon, « "Good Negro—Bad Negro": The Dynamics of Race and Class in Atlanta During the Era of the 1906 Riot », The Georgia Historical Quarterly, vol. 81, no 3,‎ 1997, p. 593-621 (29 pages) (lire en ligne ),
- (en-US) Paul Stephen Hudson, « "Immovable Folkways": Thornwell Jacobs's The Law of the White Circle and the Atlanta Race Riot of 1906 », The Georgia Historical Quarterly, vol. 83, no 2,‎ 1999, p. 293-311, 313 (20 pages) (lire en ligne ),
- (en-US) Harvey K. Newman & Glenda Crunk, « Religious Leaders in the Aftermath of Atlanta's 1906 Race Riot », The Georgia Historical Quarterly, vol. 92, no 4,‎ 2008, p. 460-485 (26 pages) (lire en ligne ),